# محمية كهف وادي سنور
كهف وادي سنور عبارة عن كهف من الحجر الجيري مغطى بالمرمر ناتج عن الينابيع الحرارية، يقع على بعد 10 كم جنوب شرق مدينة بني سويف المصرية

## اكتشافه
اكتشف كهف سنور في الثمانينيات من القرن الماضي بعد أن أدى تفجير مقلع إلى تكوين مدخل. يبعد الكهف بـ 10 كم جنوب شرق مدينة بني سويف.
يقع على بعد 40 كيلومترا شرق مدينة بني سويف وحوالي 200 كيلو مترا عن القاهرة. ويمتد كهف وادي سنور نحو 700 متر في باطن الأرض بعمق 15 مترا، ويصل اتساع الكهف إلى 15 مترا تقريبا. و ينقسم إلى جزأين أحدهما يحتوى على تكوينات كامله (هوابط و صواعد) و الأخر يحتوى علي ترسيبات كالسيوم بأشكال مختلفه. و يعتقد أن يكون هناك كهف آخر تحت هذا الكهف.

## المحمية
أدت الجيولوجيا الفريدة والتكوينات الجميلة من الهوابط والصواعد إلى الاعتراف به كمحمية طبيعية في عام 1992.

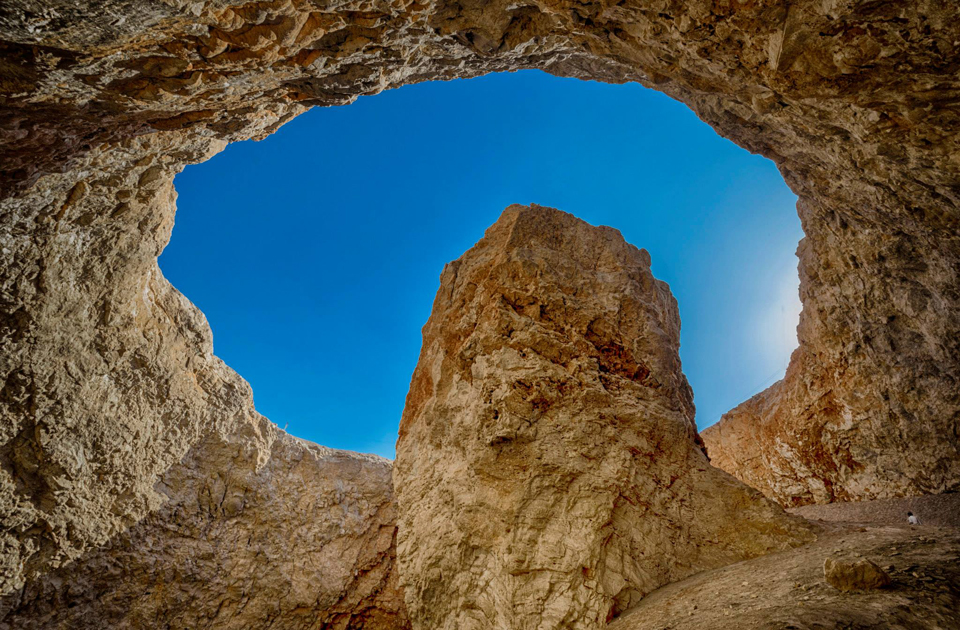

اكتشف كهف وادي سنور مصادفة في أثناء قيام عمال المحاجر باستخراج خام الألباستر خلال تسعينات القرن العشرين حيث ظهرت فجوة تؤدي إلى كهف في باطن الأرض يحتوي على تراكيب جيولوجية تعرف باسم الصواعد والهوابط من حجر الألباستر تأخذ أشكالا جميلة وتعود هذه التراكيب الجيولوجية إلى العصر الأيوسيني الأوسط أي من منذ نحو 40 مليون سنة مضت. نتيجة تسرب المحاليل المائية المشبعة بأملاح كربونات الكالسيوم خلال سقف الكهف ثم تبخرت تاركة هذه الأملاح المعدنية التي تراكمت على هيئة رواسب من الصواعد والهوابط.
وترجع أهمية هذا الكهف إلى ندرة هذه التكوينات الطبيعية في العالم. وتعتبر المحمية مزارا عالميا ثقافيا فريدا للباحثين والدراسين في مجال علم الجيولوجيا، كما تساعد الدراسات التي تجري في هذا الموقع والمواقع المجاورة على اكتشاف موارد معدنية مستقبلية.

## وصلات خارجية
- جهاز شئون البيئة - المحميات الطبيعية نسخة محفوظة 14 يوليو 2017 على موقع واي باك مشين.
- المحميات الطبيعية في مصر، د/ محمد علي أحمد، مكتبة الأسرة

## اقرأ أيضا
- محمية كهف وادي سنور